# Liste der geschützten Landschaftsbestandteile im Landkreis Tirschenreuth
Im Landkreis Tirschenreuth gab es im März 2024 insgesamt 16 ausgewiesene geschützte Landschaftsbestandteile.

## Geschützte Landschaftsbestandteile
| Aufgelassene Bahnlinie Bärnau - Liebenstein          | BW | LB-00609 | Plößberg, Bärnau Zwei Teilflächen: | ⊙ | 13,1 | 31. Aug. 1990 |
| Aufgelassener verwachsener Steinbruch bei Röthenbach | BW | LB-00607 | Reuth b.Erbendorf                  | ⊙ | 1,66 | 20. Mai 1983  |
| Bäume bei der Marienkapelle                          | BW | LB-00606 | Pullenreuth                        | ⊙ | 0,03 | 29. Apr. 1995 |
| Eiche beim Anwesen Schupfner in Pullenreuth          | BW | LB-00628 | Pullenreuth                        | ⊙ |      | 28. Okt. 2000 |
| Feuchtwiese bei Haunritz                             | BW | LB-00604 | Kemnath Zwei Teilflächen:          | ⊙ | 1,10 | 21. März 1986 |
| Feuchtwiese bei Preisdorf                            | BW | LB-00613 | Konnersreuth                       | ⊙ | 0,35 | 21. März 1986 |
| Herrnlohe bei Naab                                   | BW | LB-00599 | Bärnau                             | ⊙ | 0,96 | 31. März 1983 |
| Magerwiese bei Haunritz                              | BW | LB-00603 | Kemnath                            | ⊙ | 0,06 | 21. März 1986 |
| Naßwiesen am Lausnitzbach                            | BW | LB-00614 | Konnersreuth Drei Teilflächen:     | ⊙ | 4,01 | 24. Feb. 1989 |
| Quellflur bei Wildenreuth                            | BW | LB-00608 | Erbendorf                          | ⊙ | 1,03 | 31. März 1983 |
| Quellmoor bei Schwarzenreuth                         | BW | LB-00610 | Neusorg                            | ⊙ | 0,97 | 2. Nov. 1990  |
| Schloßpark Fuchsmühl                                 | BW | LB-00611 | Fuchsmühl                          | ⊙ | 1,05 | 7. Nov. 1980  |
| Schloßpark Kaibitz                                   | BW | LB-00602 | Kemnath                            | ⊙ | 0,24 | 22. Jan. 1982 |
| Schrammwiesen bei der Plattenmühle                   | BW | LB-00612 | Fuchsmühl                          | ⊙ | 2,70 | 11. Jan. 1991 |
| Seitental der Waldnaab nördl. Hohenwald              | BW | LB-00554 | Tirschenreuth                      | ⊙ | 2,57 | 24. Feb. 1984 |
| Stockweiher bei Guttenberg                           | BW | LB-00605 | Kemnath                            | ⊙ | 2,63 | 31. März 1983 |
| Legende für Geschützter Landschaftsbestandteil       |    |          |                                    |   |      |               |